# Mencinger
Mencinger (< bavarsko Menzinger, Mentzinger) je priimek več znanih Slovencev:
- Alfonz Mencinger (1882—1929), gostinski organizator, turistični delavec
- Avguštin Mencinger (*1938), zdravnik internist, smučar
- Blaž Mencinger, kantavtor
- Borut Mencinger (1942—2014), RTV napovedovalec, voditelj in scenarist, okoljevarstvenik, publicist
- Jakob Mencinger (1826—1891), šolnik, sadjar, cvetličar
- Janez Mencinger (1838—1912), pisatelj, pesnik, prevajalec (odvetnik)
- Jernej Mencinger (*1983), plavalec, ekonomist
- Jože Mencinger (1941—2022), pravnik, ekonomist, univerzitetni profesor, politik, akademik
- Lovro Mencinger - Golski (1835—1903), duhovnik, sadjar, publicist (mdr. tudi o astronomiji)
- Majda Mencinger (*1935), pisateljica
- Marjan Mencinger, letalski modelar
- Matej Mencinger, matematik, prof. UM
- Simona Mencinger, humanitarka v Libanonu
- Tomaž Tom Mencinger (*1956), podjetnik in politik
- Uroš Mencinger (*1957), novinar, kulinarični kritik, smučar
- Vojko Mencinger (*1958), šahist